# Баркінг (станція)
51°32′21″ пн. ш. 0°04′54″ сх. д. / 51.5393° пн. ш. 0.0817° сх. д.
Баркінг (англ. Barking) — пересадна станція Лондонського метрополітену, London Overground та National Rail, у районі Баркінг, Східний Лондон, у 4-й тарифній зоні. Для Лондонського метрополітену ліній Дистрикт розташована між станціями Іст-Гем та Апней, для Гаммерсміт-енд-Сіті — кінцева, попередня — Іст-Гем, для London Overground — кінцева, попередня — Вудгранж-парк, для National Rail, оператор c2c — між станціями Вест-Гем або Стратфорд та Апмінстер або Дагенгем-док. В 2017 році пасажирообіг станції Лондонського метрополітену — 18.20 млн пасажирів, для London Overground та National Rail — 13.473 млн пасажирів

## Історія
- 13. квітня 1854 — відкриття станції у складі London Tilbury and Southend Railway (LTSR)
- 2. червня 1902 — відкриття трафіку лінії Дистрикт
- 30. вересня 1905 — припинення трафіку лінії Дистрикт
- 1. квітня 1908 — відновлення трафіку лінії Дистрикт
- 30. березня 1936 — відкриття трафіку лінії Метрополітен (з 1988, на цій дільниці Гаммерсміт-енд-Сіті)[6]

## Пересадки
- На автобуси London Buses маршрутів 5, 62, 169, 238, 287, 366, 368 та нічний маршрут N155[7][8] та шкільний автобус 687
- На автобуси East London Transit маршрутів EL1, EL2, EL3[9] These buses provide connections to Canning Town, Stratford, Beckton, Romford, Ilford, Redbridge, Barkingside, Chadwell Heath, Goodmayes, Rainham and Dagenham.[10]

## Послуги
| Попередня станція | Лінія | Лінія                                        | Лінія     | Наступна станція  |
| ----------------- | ----- | -------------------------------------------- | --------- | ----------------- |
| Іст-Гем           |       | Лондонське метро Лінія Гаммерсміт-енд-Сіті   |           | Кінцева           |
| Іст-Гем           |       | Лондонське метро Лінія Дистрикт              |           | Апней             |
| Вест-Гем          |       | National Rail c2c                            |           | Дагенгем-док      |
| Вест-Гем          |       | National Rail c2c                            | Апмінстер |                   |
| Стратфорд         |       | National Rail c2c                            |           |                   |
| Вудгранж-парк     |       | London Overground лінія Госпел-Оук — Баркінг |           | Баркінг-ріверсаїд |